# يان موتشا
يان موتشا (بالسلوفاكية: Ján Mucha) (مواليد 5 ديسمبر 1982 في بيلا ناد سيروتشو) لاعب كرة قدم سلوفاكي يلعب حاليا لصالح نادي إيفرتون الإنجليزي .

## روابط خارجية
- يان موخا على موقع الاتحاد الدولي (مؤرشف)  (الإنجليزية)
- يان موخا على موقع الاتحاد الأوربي (الإنجليزية)
- يان موخا على موقع قاعدة بيانات كرة القدم.إي يو (الإنجليزية)
- يان موخا على موقع ناشيونال فوتبول تيمز (الإنجليزية)
- يان موخا على موقع Soccerbase.com (لاعب) (الإنجليزية)
- يان موخا على موقع Soccerway.com (الإنجليزية)
- يان موخا على موقع عالم كرة القدم.نت (الإنجليزية)
- يان موخا على موقع AS.com (الإسبانية)